# Hiroyuki Tanaka
Hiroyuki Tanaka (jap. 田中博行 Tanaka Hiroyuki), pseudonim SABU (ur. 18 listopada 1964 w Wakayamie) – japoński reżyser, scenarzysta i aktor filmowy.

## Życiorys
Przygodę z kinem rozpoczął rolą w Sorobanzuku (1986) w reżyserii Yoshimitsu Mority. Początkowo był przez dziesięć lat związany z filmem wyłącznie jako aktor. W 1994 w Zeiramu 2 po raz pierwszy wystąpił jako SABU, prawdopodobnie dla wyróżnienia się – nazwisko Tanaka ma w Japonii popularność porównywalną z polskim nazwiskiem Kowalski. Później pod swoim prawdziwym nazwiskiem występował w kinie sporadycznie i już wyłącznie jako aktor, np. w filmie Postman Blues (1997), który sam wyreżyserował jako SABU.
W 1996 obrazem Dangan Runner rozpoczął spełniać się również jako reżyser. Sławę przyniósł mu drugi film, zrobiony w rok później Postman Blues. 
Sabu jest jednym z najbardziej cenionych współczesnych reżyserów japońskich. Nakręcił ok. 20 filmów, w tym m.in. Monday (2000), Drive (2002) czy Shisso (2005). Jego filmy Podróż Chasuke (2015) i Pan Long (2017) startowały w konkursie głównym na 65. i 67. MFF w Berlinie.

## Charakterystyka filmów
Tanakę w filmach interesuje wpływ przypadku na życie zwykłych ludzi. Los jest zawsze jednym z głównych bohaterów, nieprawdopodobne jego zrządzenia odpowiadają za zawiłość fabuł. Mierzący się z losem bohaterowie często wydają się jedynie marionetkami w jego rękach. Przypadek układa historie, a wszelkie zdarzenia, mimo pozornego chaosu, wydają się ułożone i przesądzone.
Mimo to, los jest jakby tylko narratorem. Filmy Sabu poruszają problemy znacznie bardziej namacalne, bliższe człowiekowi. Mimo zawiłości i często nieuchwytności, Tanaka zawsze ostatecznie mówi wprost, o czym jest jego konkretny film.

### Techniki
Już w pierwszej pracy Sabu, Dangan runner, odnaleźć można wszystkie charakterystyczne techniki reżysera, które przyciągają do jego kina wciąż nowych fanów. Poważne problemy ukryte są zawsze pod płaszczem dobrego, ironicznego, czarnego humoru. Śmiech zresztą towarzyszy oglądającemu film Sabu często, wywołuje go nie tylko dialog, sytuacja czy gra aktora, ale nawet umiejętnie wykonane ujęcie. Fabuły konstruowane są drobiazgowo, choć nierzadko dopełnia je absurd, brak logiki. Akcja, jeśli nawet toczy się liniowo, zawsze zawiera zaskakujące zwroty. Wszystko to rozważnie okraszone kiczem.

### Bohaterowie
Charakterystyczni, często przerysowani, a nawet kiczowaci. Dużo mówią. Rozumując nierzadko w sposób nielogiczny, dochodzą do ciekawych wniosków. Często mają powiązania, mniejsze lub większe, ze światem przestępczym. Cechy te kojarzą się z tradycją kina slapstick.
Tanaka ma swoich ulubionych aktorów. Główne role w pięciu pierwszych swoich obrazach powierzył temu samemu aktorowi – Shin’ichiemu Tsutsumi, który wcześniej znany był przede wszystkim z teatru. W większości filmów pojawia się też znany japoński aktor Ren Osugi, oraz Susumu Terajima, który czasem, notabene, również występuje pod pseudonimem Sabu.

## Dorobek

### Reżyseria i scenariusz
- Dangan Runner (1996)
- Postman Blues (1997)
- Unlucky Monkey (1998)
- Monday (2000)
- Drive (2002)
- Blessing Bell (2002)
- Hard Luck Hero (2003)
- Hold-Up Down (2005)
- Shisso (2005)
- The Crab Cannery Ship  (Kanikōsen, 2009)
- Troubleman  (2010) TV Series
- Usagi Drop  (2011)
- Miss Zombie[2]  (2013)
- Podróż Chasuke  (2015)
- Happiness  (2016)
- Pan Long  (2017)

### Aktor
- Sorobanzuku (1986)
- World Apartment Horror (1991)
- Zeiram 2 (1994)
- 800 Two Lap Runners (1994)
- Dangan Runner (1996)
- Katte ni Shiyagare!! Gyakuten Keikaku (1996)
- Ghost Actress (1996)
- Postman Blues (1997)
- Ichi zabójca (2001)
- Josee, the Tiger and the Fish (2003)